# Longa
La longa és una figura musical amb una durada que és el doble a la d'una quadrada o breu, i equival a quatre rodones. A la música medieval, la longa era la nota més llarga. Es feia servir en el cant gregorià. Actualment, i des de temps, ja no s'utilitza.

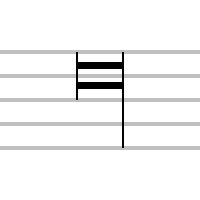
Longa
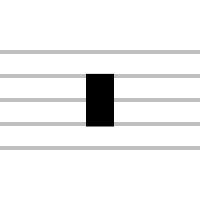
Silenci de longa